# Списък на съветските танкове
Списъкът на съветските танкове съдържа всички танкове произвеждани в Съветския съюз
А-20 (летящ танк)
БТ-2 (бързоходен танк)
БТ-5 (бързоходен танк)
БТ-7 (бързоходен танк)
ИС-1 (тежък танк)
ИС-2 (тежък танк)
ИС-3 (тежък танк)
ИС-4 (тежък танк)
ИС-6 (тежък танк)
ИС-7 (тежък танк)
КВ-1 (тежък танк)
КВ-2 (тежък танк)
КВ-3 (тежък танк)
КВ-4 (тежък танк)
КВ-5 (тежък танк)
КВ-6 (тежък танк)
КВ-7 (тежък танк)
КВ-8/КВ-8с (тежък танк)
КВ-9 (тежък танк)
КВ-10 (тежък танк)
КВ-11 (тежък танк)
КВ-12 (тежък танк)
КВ-13 (тежък танк)
КВ-14 (тежък танк)
КВ-85 (тежък танк)
КВ-100 (тежък танк)
КВ-220 (тежък танк)
КВ-222 (тежък танк)
МС-1 (среден танк)
ПТ-76 (лек плаващ танк)
СМК (тежък танк)
Т-10 (тежък танк)
Т-12 (среден танк)
Т-16 (среден танк)
Т-17 (танкета)
Т-18 (среден танк)
Т-20 (танкета)
Т-21 (танкета)
Т-22 (танкета)
Т-23 (танкета)
Т-24 (среден танк)
Т-26 (лек танк)
Т-27 (танкета)
Т-28 (среден танк)
Т-29 (среден танк)
Т-30 (лек танк)
Т-34 (среден танк)
Т-35 (тежък танк)
T-37 (лек плаващ танк)
T-38 (лек плаващ танк)
Т-40 (лек танк)
Т-44 (среден танк)
Т-50 (лек танк)
Т-54 (среден танк)
Т-55 (среден танк)
Т-60 (лек танк)
Т-62 (среден танк)
Т-64 (среден танк)
Т-70 (лек танк)
Т-72 (среден танк)
T-80 (лек танк)
Т-80 (среден танк)
Т-84 (Украйна) (среден танк)
Т-90 (Русия) (среден танк)
Т-95 (Русия) (среден танк)
Т-100 (тежък танк)
Т-111 (среден танк)
PT-91 „Тварди“ (Полша) (среден танк)